# Ubaldo Iranzo
Ubaldo Iranzo Eiras (en catalán: Ubald Iranzo i Eiras) (Madrid, 1854 - Barcelona, 1923) fue un arquitecto español.

## Trayectoria
Se formó en la Escuela de Arquitectura de Barcelona, donde se licenció el 29 de mayo de 1879.  Trabajó como arquitecto municipal en Berga (1883-1903). Hay obras suyas en Tarrasa, San Sadurní de Noya y Villanueva y Geltrú. En Barcelona ejerció como jefe del Servicio de Valoraciones del Ayuntamiento, para el que realizó diversas proyecciones urbanísticas, como el Plan General de Urbanización de Les Corts-Sarrià (1909) y el de San Martín de Provensals (1920).

## Obras destacadas
- Capilla-hospital de San Sadurní de Noya (1884, inacabada).
- Puente del Passeig, Tarrasa (1896).
- Ayuntamiento de San Sadurní de Noya (1896-1900).
- Hotel Queralt, Berga (1898).
- Casa Gener, Villanueva y Geltrú (1902).
- Sepultura Fortuño Ferrús (1902), cementerio de Montjuic, con escultura de Josep Campeny.
- Reformas en la Tenencia de Alcaldía de Hostafrancs, actual Ayuntamiento de Sants-Montjuïc (1908-1915).